# Marguerite Durand

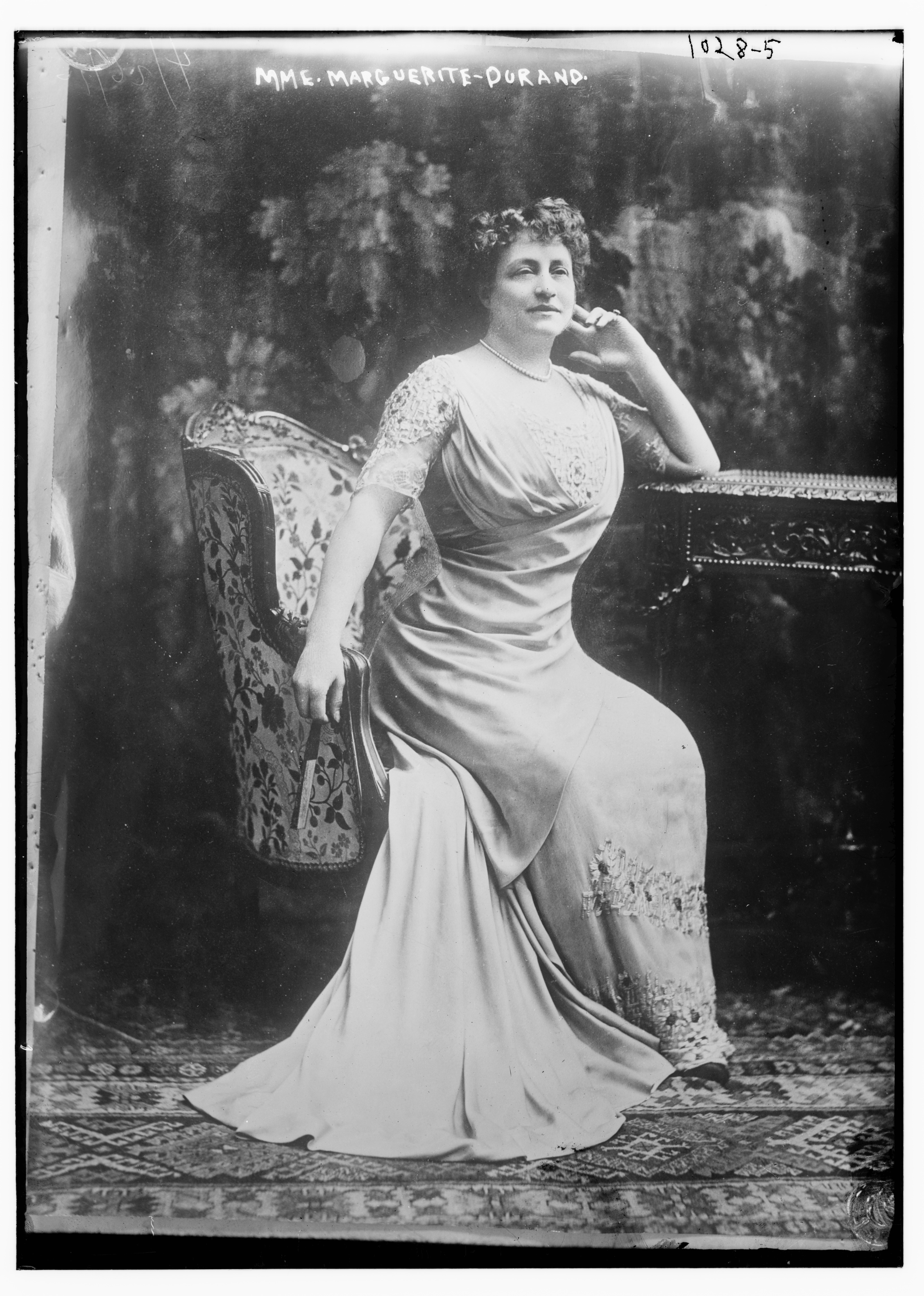
Durand in 1910

Marguerite Charlotte Durand (24 januari 1864 - 16 maart 1936) was een Frans actrice, journalist en suffragette.

## Biografie
Durand werd in 1864 geboren als dochter van Anna Caroline Durand, een journaliste en schrijfster, en een onbekende vader. Ze kreeg onderwijs aan achtereenvolgens een Rooms-Katholiek klooster en het Conservatorium van Parijs, waarna ze als actrice in dienst trad bij de Comédie-Française. In 1888 gaf ze haar theatercarrière op om met de veelbelovende jonge advocaat en parlementslid Georges Laguerre te trouwen. Laguerre, een volgeling van de radicale generaal Georges Boulanger, introduceerde Durand in radicale kringen en liet haar meeschrijven aan pamfletten voor de Boulangistische beweging. Het huwelijk was echter geen lang leven beschoren en het paar ging in 1891 amicaal uit elkaar, waarna Durand in dienst trad bij de gerenommeerde krant Le Figaro.
In 1896 stuurde Le Figaro Durand als verslaggever naar het 'Internationaal Feministisch Congres', in de verwachting dat ze daarover met enige humor zou berichten. Ze was echter dermate onder de indruk van de feministische zaak dat ze dat weigerde. In plaats daarvan mengde Durand zich in de vrouwenstrijd en stichtte ze in 1897 de feministische krant La Fronde. De krant van Durand, die geheel door vrouwen werd gemaakt, maakte zich immer sterk voor feministische strijdpunten, zoals toegang van vrouwen tot de advocatuur en tot de Franse kunstacademie. In hoofdartikelen eiste de krant dat ook vrouwen werden benoemd in het Legioen van Eer en dat ze deel konden nemen aan debatten in het parlement. De krant zou tot 1905 bestaan, hoewel het in 1903 een maandelijkse bijlage bij een andere uitgave werd.
Tijdens de wereldtentoonstelling van 1900 in Parijs organiseerde Durand een Vrouwenrechtencongres en in 1910 trachtte ze zich kandidaat te stellen bij de parlementsverkiezingen, waarbij ze zich beijverde voor volledig actief en passief kiesrecht voor vrouwen. De Prefect van het departement Seine verklaarde haar kandidatuur niet ontvankelijk omdat vrouwen geen kiesrecht hadden. Verder was Durand betrokken bij de oprichting van enkele vakbonden die onder meer werkende vrouwen vertegenwoordigden.
Durand was een aantrekkelijke vrouw, die zich met stijl en elegantie kleedde en ze stond erom bekend over straat te gaan met haar huisdier, een leeuw die ze "Tijger" noemde. Ze stond mede aan de wieg van de Cimetière des Chiens, de Parijse huisdierenbegraafplaats en haar leeuw werd daar later ook begraven. Haar inzet heeft in hoge mate bijgedragen aan het aanzien van de vrouwenstrijd in Frankrijk en de rest van Europa.

### Privė
Na haar huwelijk met Laguerre trouwde Durand niet opnieuw. Wel beviel ze in augustus 1896 van een zoon, Jacques. De vader was Antonin Périvier, de redacteur literatuur die Durand bij Le Figaro had aangenomen. Hij erkende het kind wel, maar hielp het niet onderhouden.

### Bibliotheek
In de loop van haar carrière verzamelde Durand een aanzienlijke collectie boeken, kranten en brieven. In 1931 bood ze deze aan de stad Parijs aan, die er een jaar later de Bibliothèque Marguerite Durand mee opende, een instelling die tot op heden een van de beste archieven ter wereld op het gebied van de vrouwenstrijd herbergt.